# Carmen Pinteño
Carmen Pinteño (Huércal-Overa, Almería, 1937), es una pintora española, considerada una de las mejores pintoras almerienses del siglo XX.
Especializada en los paisajes al óleo, su obra continúa el Movimiento Indaliano creado por Jesús de Perceval o la línea de maestros como Benjamín Palencia.
Ha recibido numerosos galardones, siendo el primero de ellos el de la Exposición Provincial de Almería, que recibió en 1961. Obtuvo tres años más tarde, en 1964, la Medalla de Oro en la Exposición Nacional celebrada en Logroño, y una Mención de Honor en el Salón de Verano de la ciudad de Nueva York, en 1995.
Ha expuesto en numerosas ocasiones, tanto en solitario como en muestras colectivas. Cabe destacar la exposición del Salón de las Naciones de París, su participación en 1994 en la Goya Art Gallery y en 1993 en la galería Zenhid de Madrid.
El poeta José Hierro describió así su pintura:

Carmen es un pintora fuerte y tierna, al margen de modas y tendencias vigentes. (…) Inventa cuando creemos que copia lo que ve y sigue adelante cada día, demostrando que es hija de la seguridad y del dominio.